# Kasus
 Der er for få eller ingen kildehenvisninger i denne artikel, hvilket er et problem. Du kan hjælpe ved at angive troværdige kilder til de påstande, som fremføres i artiklen.

Kasus (latin cāsus 'fald') eller fald er en bøjningsform af substantiver, artikler, adjektiver og pronominer. Kasus indikerer ofte ordets grammatiske funktion i sætningen. Flertal af kasus er også kasus, hhv. cāsūs (latinsk verbalsubstantiv efter 4. bøjning hvor det har langt u).
Kasus forekommer i flekterende og agglutinerende sprog. De indoeuropæiske sprog er flekterende, og de fleste af dem har stadig kasus.
Kasus kan markere en lang række funktioner. Der kan overordnet skelnes mellem grammatiske kasus, som markerer sætningsled som subjekt og objekt, og lokale kasus (også adverbialkasus), som bl.a. markerer placering ift. leddets referent, fx lokativ.:96 

## Den hurtige forklaring
Den første og lette forklaring på, hvad kasus egentlig er, når det skal forklares til én, det er helt ukendt for, kunne tage udgangspunkt i disse eksempler:
- Han sidder i haven. Jeg ser ham sidde i haven.
- He sits in the garden. I see him sitting in the garden.

Han/he er den samme som ham/him, og forskellen er måden, ordet står på i sætningen. Det er dét, der kaldes kasus.

## Eksempler på sprog med kasus

### Dansk
Danske substantiver har to kasus: nominativ og genitiv. Man kan diskutere, om den danske genitiv overhovedet er en kasus, eftersom endelsen -s er fuldstændigt agglutinerende (suffikstilføjende) og endda kan sættes på andet end substantiver (f.eks. den ikke helt gode sætning "vi kørte i manden der er gift med din søsters bil").
De personlige pronominer har på dansk tre kasus: nominativ, akkusativ (eller oblik kasus) og genitiv:
|                        | Nominativ | Akkusativ | Genitiv                    |
| ---------------------- | --------- | --------- | -------------------------- |
| Singularis             |           |           |                            |
| 1. person              | jeg       | mig       | min, mit, mine             |
| 2. person              | du        | dig       | din, dit, dine             |
| 3. person (hankøn)     | han       | ham       | hans                       |
| 3. person (hunkøn)     | hun       | hende     | hendes                     |
| 3. person (fælleskøn)  | den       | den       | dens                       |
| 3. person (intetkøn)   | det       | det       | dets                       |
| 3. person (refleksivt) | -         | sig       | sin, sit, sine, dens, dets |
| Pluralis               |           |           |                            |
| 1. person              | vi        | os        | vores; vor, vort, vore     |
| 2. person              | I         | jer       | jeres                      |
| 3. person              | de        | dem       | deres                      |
| 3. person (refleksivt) | -         | sig       | deres                      |

Også her kan man diskutere, om der er tale om kasus i snæver forstand. Det er snarere sådan, at der er én form, der kan stå som frit subjekt og en anden form, der bruges i alle andre sammenhænge, således også i en traditionel "nominativkontekst", f.eks. det var mig, der spiste den (det var jeg, der spiste den er ukorrekt), han er stærkere end hende (end hun er ikke almindeligt), dem, der bor på fjerde, må benytte trapperne.[kilde mangler] Omvendt ses også disse (ukorrekte, såkaldt hyperkorrekte) former: en undersøgelse ... viser, at 90 procent af vi danskere mener, at det er vigtigt at bevare og udvikle kulturarven (Berlingske 30.10.2005) eller Men hvorfor og hvordan har så mange af de, der er gået ud med kun folkeskole, alligevel skabt sig så stor indkomst? (Politiken 27.10.2005). Selv om sådanne former endnu ikke kan siges at være alment accepteret dansk, viser de vejen hen imod en tilstand, hvor valget mellem vi, I, deog os, jer, dem ikke bestemmes af den syntaktiske funktion, men ene og alene af ordets placering.
På fx tysk og latin står et subjekt altid i nominativ, men på dansk kan det stå i en anden kasus, der i nyere grammatik betegnes som casus obliquus, oblik kasus, fx "det er mig", "Peter og mig var der også". Oblik kasus omfatter akkusativ og dativ.
I takt med at det gamle kasussystem (se næste afsnit) er blevet opløst, er ordstillingen blevet mere fast. På dansk bliver et ords syntaktiske funktion først og fremmest bestemt af, hvor det står i det overordnede sætningsskema: løven har dræbt manden. Sætningen løven har manden dræbt er ikke helt god, men må – i hvert fald i prosa (og i bedre poesi) – betyde det stik modsatte, fordi ordet manden står foran det betydningsbærende verbum og derfor ikke kan være objekt, men må stå i subjektsfeltet, umiddelbart efter det finitte (tidsbøjede) verbum; hvis dette felt er tomt, som i det første eksempel, vil man derimod uvilkårligt opfatte det første ord, i det emfatiske forfelt, som sætningens subjekt.

### Urindoeuropæisk
Det urindoeuropæiske grundsprog har tilsyneladende haft disse otte kasus:
| Navn           | Funktion                                                                 |
| -------------- | ------------------------------------------------------------------------ |
| Nominativ      | Subjekt; subjektsprædikat.                                               |
| Vokativ        | Tiltale.                                                                 |
| Akkusativ      | Objekt; målet for en bevægelse.                                          |
| Genitiv        | Sammenknytning af to substantiver eller af et substantiv og et adjektiv. |
| Dativ          | Indirekte objekt.                                                        |
| Instrumentalis | Middel eller årsag.                                                      |
| Lokativ        | Placering i tid eller rum.                                               |
| Ablativ        | Udgangspunkt i tid eller rum.                                            |

Sanskrit og litauisk har bevaret alle otte kasus, men ellers har de indoeuropæiske sprog begrænset antallet mere eller mindre drastisk. Slavisk har bevaret syv: nominativ, vokativ (ikke i moderne russisk og slovakisk), akkusativ, genitiv, dativ, instrumentalis og lokativ (også kaldet "præpositionalis").
Klassisk latin har seks kasus: nominativ, vokativ, akkusativ, genitiv, dativ og ablativ, idet den latinske ablativ var en sammensmeltning af de oprindelige indoeuropæiske kasus instrumentalis, lokativ og ablativ.
Klassisk græsk har fem kasus: nominativ, vokativ, akkusativ, genitiv, dativ. Her er ablativ smeltet sammen med genitiv, mens dativ er smeltet sammen med instrumentalis og lokativ.
Tysk, islandsk og færøsk har bevaret fire kasus: nominativ, akkusativ, genitiv, dativ. F.eks.:
| Kasus      |  | Tysk          | (bestemt)   |  | Islandsk | (bestemt) |  | Færøsk     | (bestemt) |
| ---------- |  | ------------- | ----------- |  | -------- | --------- |  | ---------- | --------- |
| Singularis |  |               |             |  |          |           |  |            |           |
| Nominativ  |  | ein Tag       | der Tag     |  | dagur    | dagurinn  |  | ein dagur  | dagurin   |
| Akkusativ  |  | einen Tag     | den Tag     |  | dag      | daginn    |  | ein dag    | dagin     |
| Genitiv    |  | eines Tag(e)s | des Tag(e)s |  | dags     | dagsins   |  | eins dags  | dagsins   |
| Dativ      |  | einem Tag(e)  | dem Tag(e)  |  | degi     | deginum   |  | einum degi | degnum    |
| Pluralis   |  |               |             |  |          |           |  |            |           |
| Nominativ  |  | Tage          | die Tage    |  | dagar    | dagarnir  |  | dagar      | dagarnir  |
| Akkusativ  |  | Tage          | die Tage    |  | daga     | dagana    |  | dagar      | dagarnar  |
| Genitiv    |  | Tage          | der Tage    |  | daga     | daganna   |  | daga       | daganna   |
| Dativ      |  | Tagen         | den Tagen   |  | dögum    | dögunum   |  | døgum      | døgunum   |

Disse kasus finder vi også i de ældste danske tekster fra middelalderen, men på moderne dansk er der i de gamle kasusendelser kun bevaret rudimentært i faste vendinger som på tide (egtl. dativ singularis), stundom (egtl. dativ pluralis), en ungersvend (egtl. nominativ singularis), højen mast (egtl. akkusativ singularis)

### Finsk-ugrisk
Den finsk-ugriske sprogfamilie er berømt for at have et rigt kasussystem. Estisk har fjorten, finsk har femten og ungarsk har toogtyve. De femten finske kasus er: nominativ, akkusativ, genitiv, partitiv, inessiv, illativ, elativ, adessiv, allativ, ablativ, essiv, translativ, instruktiv, komitativ og abessiv.
Fordi de finsk-ugriske sprog er overvejende agglutinerende dvs. endelserne klæbes regelmæssigt på ordene som byggeklodser, kan man argumentere for, at de mange kasus egentlig er efterstillede præpositioner (postpositioner), der er smeltet sammen med ordet.

## Nominativ/akkusativ vs. Absolutiv/ergativ
De anførte sprog har alle opereret med en modsætning mellem nominativ og akkusativ. Heroverfor står et andet udbredt kasussystem, hvor der skelnes mellem absolutiv og ergativ. Her står sætningens subjekt i transitive verbalkonstruktioner i ergativ, hvorimod sætningens subjekt i intransitive verbalkonstruktioner står i absolutiv, og objektet står ligeså i absolutiv. Man kan med andre ord betegne den normale transitive sætning i absolutiv/ergativ-sprogene som parallelt til nominativ/akkusativ-sprogenes passiv, hvor der tages udgangspunkt i objektet i en aktiv sætning, og hvor subjektet enten kan udtrykkes ved en adverbiel konstrukion (agens) eller helt udelades.
Man kan derfor give et eksempel på først en transitiv og så en intransitiv sætning på et nominativ/akkusativ-sprog (latin) og et absolutiv/ergativ-sprog (grønlandsk):
I. Transitiv sætning: kvinden ser hunden
Latin: mulier canem videt
- mulier "kvinde" er subjekt og står i nominativ, canem "hund" af canis er objekt og står i akkusativ (med endelsen -em), og videt "ser" er verballed og står i præsens, tredje person singularis.
Grønlandsk: amap qimmeq takuvaa
- amap "kvinde" er subjekt og står i ergativ (med endelsen -p), qimmeq "hund" er objekt og står i absolutiv (med nulendelse), og takuvaa er verballed og står i indikativ (grønlandsk konjugerer ikke i tempora, men kun i modi – fremtid udtrykkes dog ved et enklitisk suffiks -ssaaq), tredje person singularis.
II. Intransitiv sætning: hunden går ud
Latin: Canis exit
- hvor canis "hund" er subjekt og står i nominativ, og exit "går ud" er verballed og står i præsens, tredje person singularis.
Grønlandsk: qimmeq anivoq
- hvor qimmeq "hund" er subjekt og står i absolutiv, og anivoq "går ud" er verballed og står i indikativ, tredje person singularis.
Altså er subjektet i en transitiv og en intransitiv sætning bøjet i samme kasus (nominativ) hos nominativ/akkusativ-sprogene, hvor den transitive sætnings objekt er bøjet i akkusativ. Derimod er den transitive sætnings subjekt bøjet i ergativ, mens både den transitive sætnings objekt og den intransitive sætnings subjekt er bøjet i absolutiv.

## Kasus i forhold til præpositionsled
I mere eller mindre kasusløse sprog udtrykkes med præpositionsforbindelser forhold, der i kasussprog udtrykkes gennem kasus. De følgende eksempler er latin (med kasus) over for dansk (med præpositioner):
- Romam veni (akkusativ) - Jeg er kommet til Rom
- Romā veni (ablativ, separativ) - Jeg er kommet fra Rom
- Pars diei (partitiv genitiv) - En del af dagen
- Omnia uno tempore fecit (ablativ, lokativ) - Han gjorde alt på én gang
- Gaudeo sorte mea (ablativ, instrumentalis) - Jeg glæder mig over min lod
- Nudo corpore pugnabant (ablativ, comitativ) - De kæmpede med udækket krop

I det fuldt gennemførte kasussprog kan alt udtrykkes uden brug af præpositioner.
Klassisk latin anvender begge dele. Allerede i kirkelatin (fra omkring 400) skete der en forskydning fra rene kasuskonstruktioner til præpositionsled. Denne udvikling fortsatte i middelalderlatin; men samtidig fortsatte en parallel linje, hvor en række skribenter fortsatte med at skrive på klassisk latin. I middelalderen finder vi altså skrifter både på klassisk latin og på middelalderlatin. ~ På ikke-kasussprog udtrykkes syntaktiske relationer ikke kun ved præpositionsled, men også gennem ordstilling.
Når der er så mange kasus på finsk, skyldes det, at man anvender kasus til at udtrykke relationer, der på mange andre sprog udtrykkes ved præpositionsled. Finsk har 15 produktive kasus og 14 ikke-produktive, adverbielle kasus. Ungarsk har 22 kasus.